# Luise Kraatz

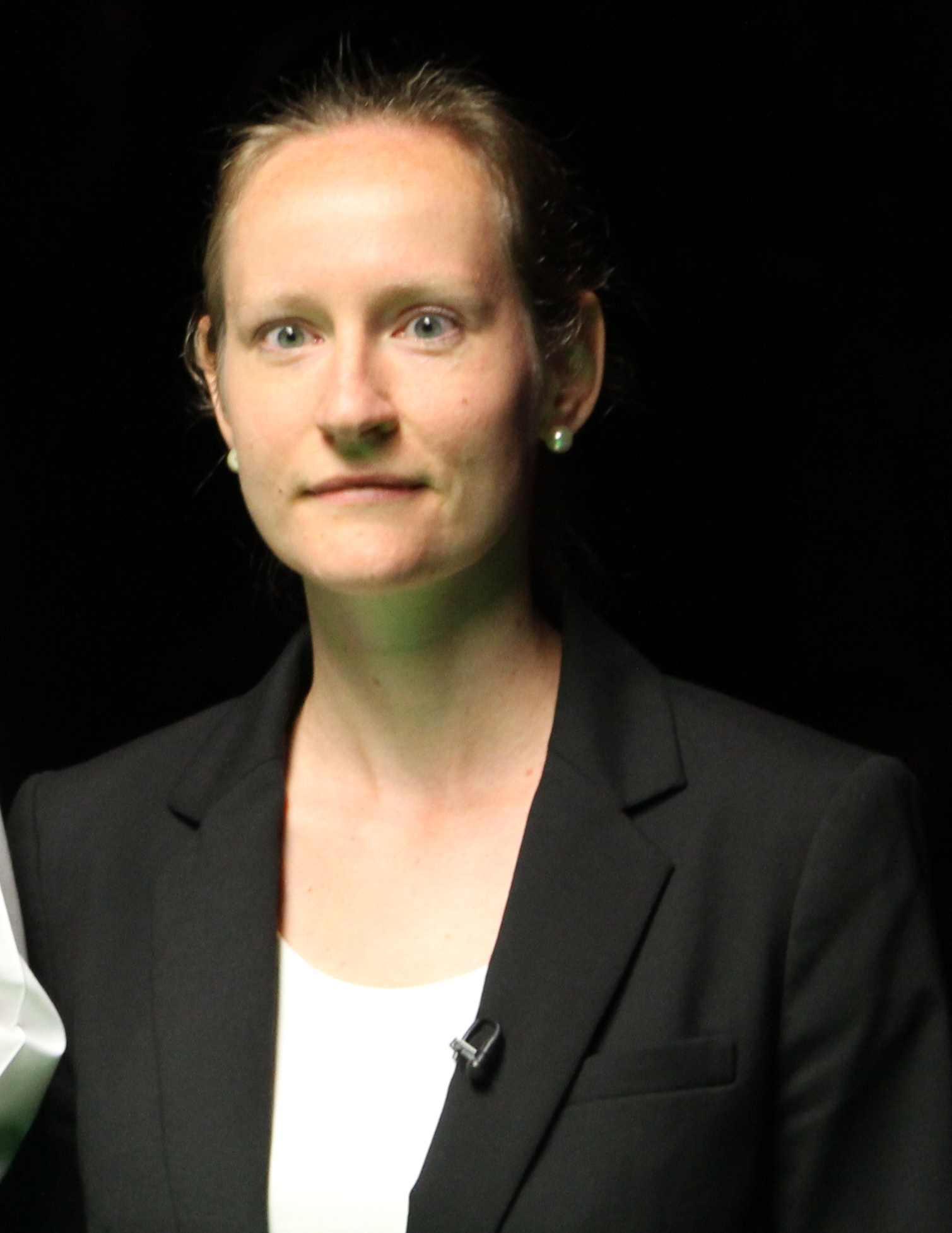
Luise Kraatz beim Finale des Paul Hunter Classic 2018

Luise Kraatz (* 5. Februar 1990 im heutigen Mecklenburg-Vorpommern) ist eine deutsche Snookerschiedsrichterin.

## Leben
Kraatz wurde 1990, wenige Monate vor der deutschen Wiedervereinigung, im heutigen Mecklenburg-Vorpommern geboren. Später zog sie nach Berlin. Ihr Studium beendete sie mit einem Master in International Business Science. Ende der 2000er-Jahre begann sie in Berlin-Kreuzberg zunächst selbst Snooker zu spielen. Nur wenig später leitete sie als Schiedsrichtern ihre erste Partien, nach eigener Angabe, um zunächst die Snooker-Regeln besser zu verstehen. Als Spielerin trat sie für die Billard Freunde Berlin in zwei Partien der 1. Bundesliga Snooker 2010/11 an. 2011 und 2013 nahm sie auch an der deutschen Meisterschaft der Frauen teil, schied aber jeweils in der Gruppenphase aus. Mitte der 2010er-Jahre lebte sie in Nürnberg. In der Saison 2014/15 wurde sie für den SSC Fürth bayerische Staatsmeisterin der Frauen. Nach und nach konzentrierte sie sich aber immer auf die Rolle der Schiedsrichterin.
Beim Paul Hunter Classic 2014 hatte sie ihren ersten Einsatz bei einem Profiturnier. Dort spielte Aditya Mehta in der erst dritten von ihr geleiteten Profipartie ein offiziell anerkanntes Maximum Break. Stand September 2024 leitete Kraatz insgesamt vier solcher Partien mit einem offiziell anerkannten 147er. Nur wenige Jahre später wurde sie regelmäßig von World Snooker für Profiturniere angefragt. Damit gelang ihr nach und nach ein schneller Aufstieg in die Riege der führenden Snookerschiedsrichter. Da Snookerschiedsrichter mehr schlecht als recht verdienen, arbeitete Kraatz zeitweise zusätzlich in einem Supermarkt, um ihren Lebensunterhalt verdienen zu können. Um ihre Karriere fördern zu können, zog sie in die Nähe von Manchester, in St Helens in Merseyside. Sie gehört zu den von der English Partnership for Snooker and Billiards offiziell anerkannten englischen Schiedsrichtern und leitet mitunter auch Partien im englischen Amateursnooker. Auch bei internationalen Amateurturnieren kam sie zum Einsatz.
Beim Paul Hunter Classic 2018 leitete sie erstmals das Endspiel eines Profiturnieres. Kurz davor war sie aus einem Mutterschaftsurlaub nach der Geburt ihres ersten Kindes zurückgekommen, auch danach pausierte sie zeitweise, um sich um ihre Kinder zu kümmern. In den nächsten Jahren schiedsrichterte sie unter anderem die Finalspiele der World Seniors Championship 2019 und der WSF Junior Championship 2022.